# Traber Derby
Le Traber Derby (« Derby du trotteur ») est une course hippique de trot attelé se déroulant au mois d'août sur l'hippodrome de Berlin-Mariendorf à Berlin (Allemagne).
C'est une course de Groupe I réservée aux poulains de 3 ans, qualifiés à la suite d'éliminatoires disputées une semaine auparavant.
Elle se court sur la distance de 1 900 mètres, et l'allocation s'élève à 236 951 €.
La course est créée en mai 1895 sur l'hippodrome de Berlin-Westend,.

## Palmarès depuis 1986
| Année | Vainqueur          | Driver              |
| ----- | ------------------ | ------------------- |
| 2024  | Nortolanda         | Michel Rothengatter |
| 2023  | Schampus           | Josef Franzl        |
| 2022  | Days of Thunder    | Thorsten Tietz      |
| 2021  | Lorens Flevo       | Micha Brouwer       |
| 2020  | Wild West Diamant  | Robin Bakker        |
| 2019  | Velten von Flevo   | Rick Ebbinge        |
| 2018  | Mister F Daag      | Robin Bakker        |
| 2017  | Tsunami Diamant    | Robin Bakker        |
| 2016  | Muscle Scott       | Robin Bakker        |
| 2015  | Ferrari Kievitshof | Robin Bakker        |
| 2014  | Expo Express       | Arnold Mollema      |
| 2013  | Tiger Woods As     | Robin Bakker        |
| 2012  | Dream Magic Be     | Josef Franzl        |
| 2011  | Lobell Countess    | Peter Strooper      |
| 2010  | Unikum             | Heinz Wewering      |
| 2009  | Zar As             | Roland Hülskath     |
| 2008  | Nu Pagadi          | Thomas Panschow     |
| 2007  | Lotis Photo        | Peter Strooper      |
| 2006  | Russel November    | Hugo Langeweg Jr    |
| 2005  | Unforgettable      | Arnold Mollema      |
| 2004  | Ambassador As      | Roland Hülskath     |
| 2003  | Nelson November    | Michael Schmid      |
| 2002  | Lets Go            | Gerhard Biendl      |
| 2001  | Oscar Schindler Sl | Heinz Wewering      |
| 2000  | Abano As           | Peter Strooper      |
| 1999  | German Titan       | Oliver Wewering     |
| 1998  | Felix Santana      | Hennie Grift        |
| 1997  | Gringo             | Heinz Wewering      |
| 1996  | General November   | Rolf Dautzenberg    |
| 1995  | Pik König          | Rolf Dautzenberg    |
| 1994  | Sunset Lane        | Wim Paal            |
| 1993  | Speedy Harry       | Gerhard Biendl      |
| 1992  | Rambo Corner       | Willi Rode          |
| 1991  | Holly Antony       | Heiko Schwarma      |
| 1990  | Chergon            | Heinz Wewering      |
| 1989  | Grimaldi           | Peter Heitmann      |
| 1988  | Tornado Hanover    | Gottlieb Jauss      |
| 1987  | Toppino            | Heinz Wewering      |
| 1986  | Every Way          | Wim Paal            |